# Бутень п'янкий
Бутень п'янкий (Chaerophyllum temulum) — дворічна рослина, типовий вид роду бутень. Поширений у помірному кліматі Європи, Північній Африці та Західній Азії. Зустрічається по усій території України.

## Ботанічний опис
Дворічна рослина висотою до 80 см. Зустрічаються відомості про зріст рослини від 50 см до 1,5 м. Стебло одиничне, округле, прямостояче, пустотіле, покрите червоними плямами, вкрите відхиленими вниз білими щетинистими волосками, у верхній частині гіллясте. Листки довгочерешкові, сіро-зелені, дво-, три-трійчастоскладні, шорстко запушені. Кінцеві частки листка ланцетні.
Квітки зібрані у верхівкові багатопроменеві зонтики. Пелюстки білі. Цвіте влітку.

## Поширення та екологія
Росте у листяних лісах, часто зустрічається у заростях бур'янів біля парканів та на пустирях.  Має неприємний запах. Містить багато токсичних речовин. Сік бутеня п'янкого спричинює подразнення шкіри. Після приймання всередину спричинює запалення шлунка та кишки (гастроентерит). У тяжких випадках виникають розлади руху та параліч.